# Dél-Dunántúl
A Dél-Dunántúl (németül: Südtransdanubien) a nyolc magyarországi statisztikai régió egyike, az ország délnyugati részében helyezkedik el. Három vármegye, Baranya, Somogy és Tolna alkotja ezt a régiót, melynek központja Pécs.

## Közigazgatás
A dél-dunántúli régió járásai
Baranya vármegye
- Bólyi járás
- Hegyháti járás
- Komlói járás
- Mohácsi járás
- Pécsi járás
- Pécsváradi járás
- Sellyei járás
- Siklósi járás
- Szentlőrinci járás
- Szigetvári járás

Somogy vármegye
- Barcsi járás
- Csurgói járás
- Fonyódi járás
- Kaposvári járás
- Marcali járás
- Nagyatádi járás
- Siófoki járás
- Tabi járás

Tolna vármegye
- Bonyhádi járás
- Dombóvári járás
- Paksi járás
- Szekszárdi járás
- Tamási járás
- Tolnai járás

## Területi beosztás
| Címer    | Vármegye | Terület (km²) | Lakó (fő) | Járás | Település | Település | Település | Település | Székhely  | Térkép |
| Címer    | Vármegye | Terület (km²) | Lakó (fő) | Járás | össz.     | város     | 10e+      | MJV.      | Székhely  | Térkép |
| -------- | -------- | ------------- | --------- | ----- | --------- | --------- | --------- | --------- | --------- | ------ |
|          | Baranya  | 4 430         | 363 721   | 10    | 301       | 14        | 4         | 1         | Pécs      |        |
|          | Somogy   | 6 065         | 303 802   | 8     | 246       | 16        | 5         | 1         | Kaposvár  |        |
|          | Tolna    | 3 703         | 219 317   | 6     | 109       | 11        | 5         | 1         | Szekszárd |        |
| Összesen | Összesen | 14 198        | 886 840   | 24    | 656       | 41        | 14        | 3         |           |        |

### Legnépesebb települések
A megyeszékhelyek vastag betűkkel vannak jelölve. A régió központja dőlt betűkkel van jelölve. 

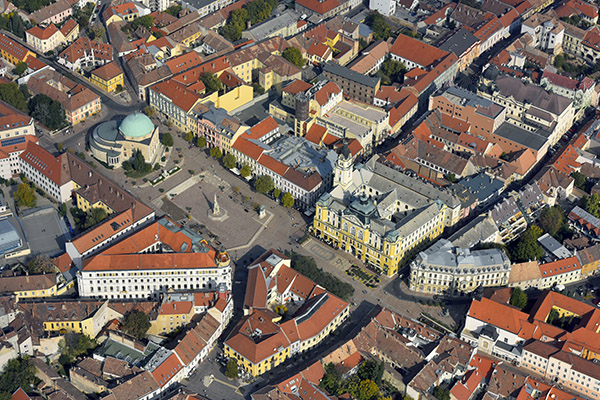
Pécs belvárosa

| Város     | Lélekszám | Vármegye |
| --------- | --------- | -------- |
| Pécs      | 140 330   | Baranya  |
| Kaposvár  | 58 830    | Somogy   |
| Szekszárd | 29 707    | Tolna    |
| Siófok    | 24 021    | Somogy   |
| Komló     | 21 695    | Baranya  |
| Paks      | 17 917    | Tolna    |
| Dombóvár  | 17 041    | Tolna    |
| Mohács    | 17 200    | Baranya  |
| Bonyhád   | 12 031    | Tolna    |
| Marcali   | 10 502    | Somogy   |
| Tolna     | 10 640    | Tolna    |
| Szigetvár | 9 496     | Baranya  |
| Barcs     | 9 672     | Somogy   |
| Nagyatád  | 9 333     | Somogy   |

## Népesség
- Lakosság: 879 596 fő (2019)
- 0-14 éves korig terjedő lakosság: 14%
- 15-64 éves korig terjedő lakosság: 69%
- 65-X éves korig terjedő lakosság: 17%
- A KSH adatai alapján.

## Növényzete

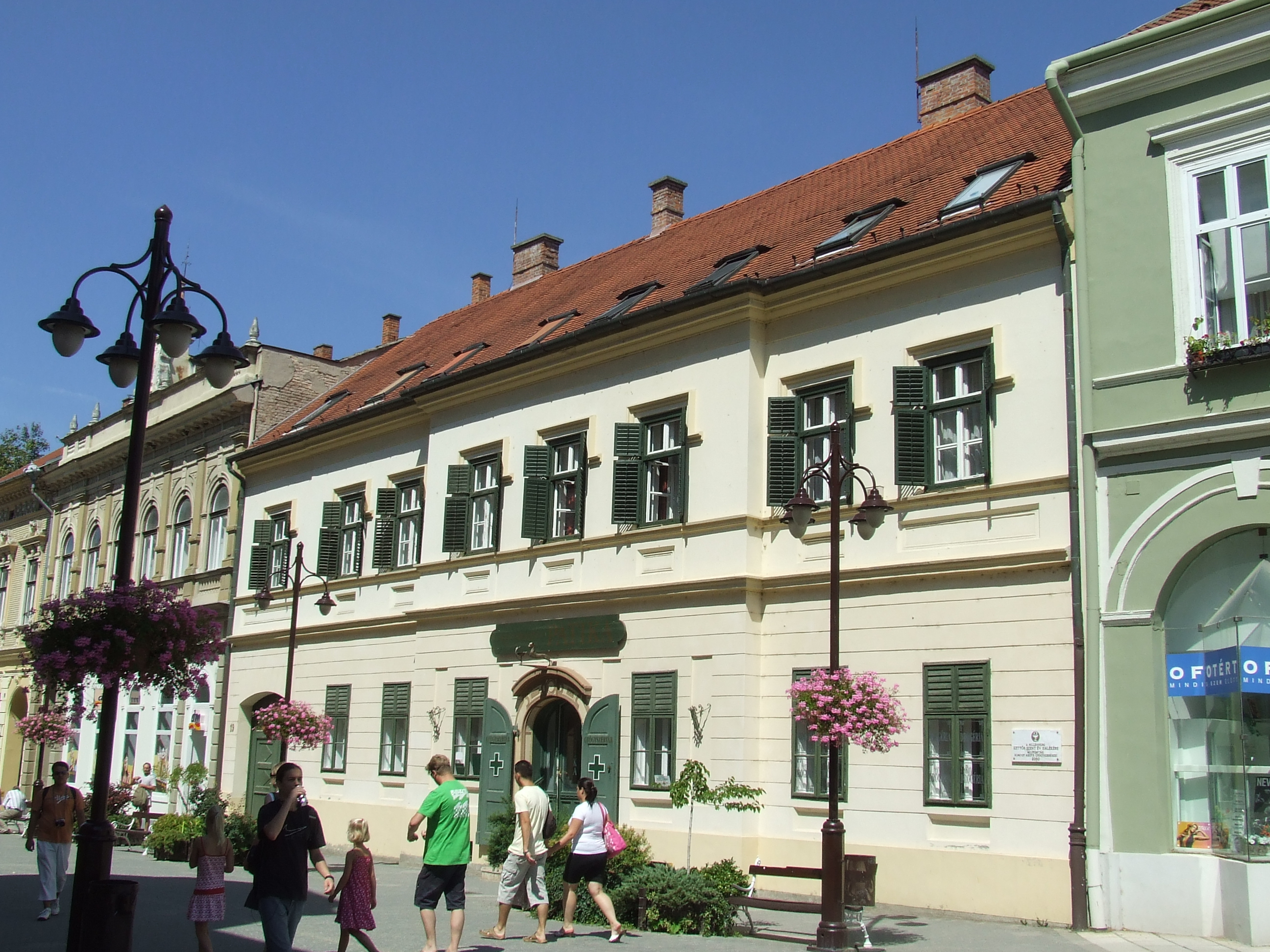
Kaposvár belvárosa

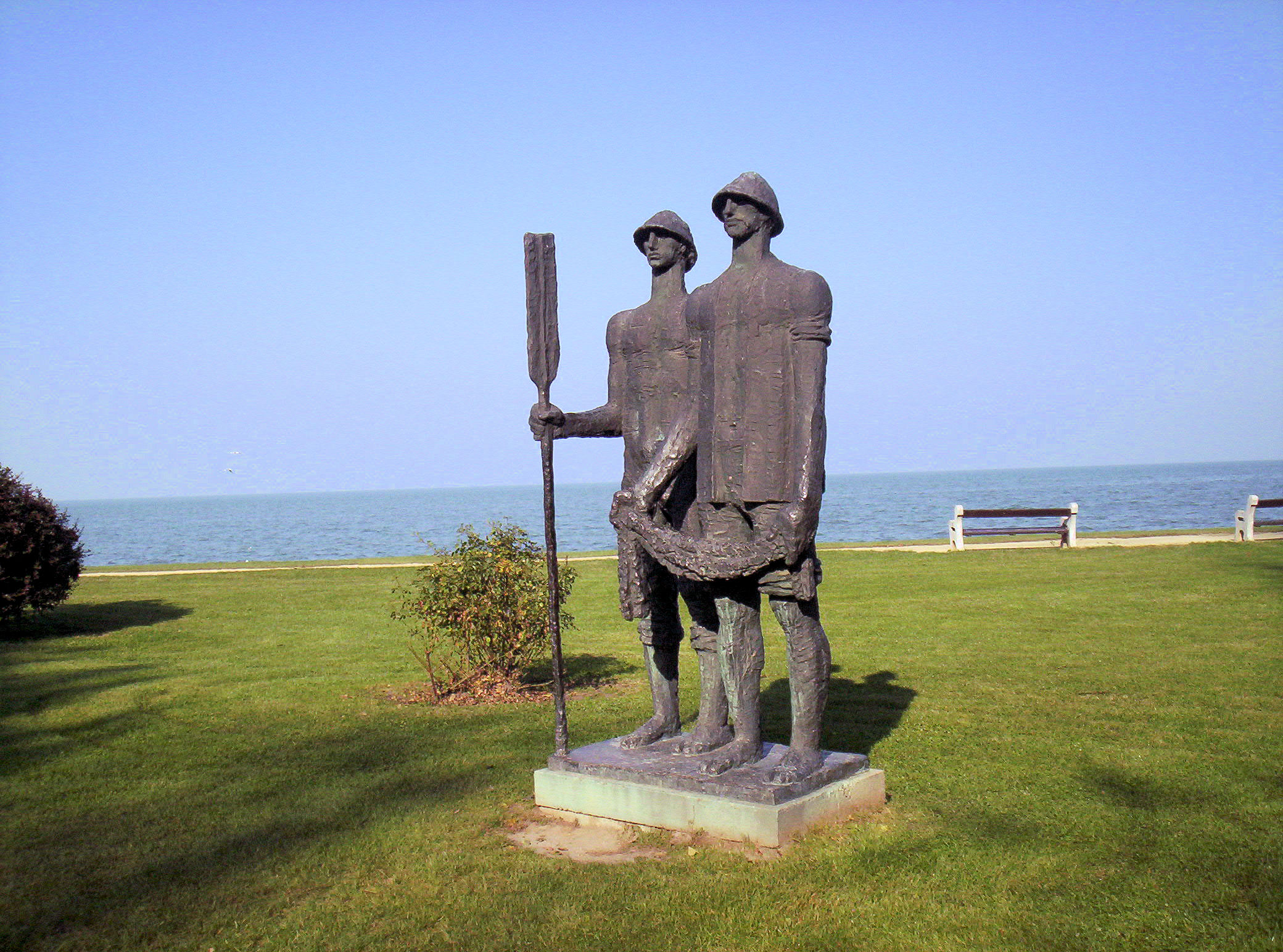
Halászok szobra a siófoki Balatonparton

A teljes terület a Praeillyricum flóravidék része. A négy kivétel:
- a Villányi-hegység és a Zákány-őrtilosi dombság, mint a Nyugat-balkáni flóratartomány szigetei,
- a Drávamenti-síkság, ami az Eupannonicum flóravidék Titelicum flórajárásának része (más szerzők szerint a önálló, Dravense flórajárása), valamint
- a Duna völgye, ami a ugyancsak az Eupannonicum flóravidék Colocense flórajárásának része.

## Turizmus
A dél-dunántúli régió területe megegyezik az Dél-Dunántúl turisztikai régióval, kivéve Somogy északi, Balatonmenti területét, amely a Balaton turisztikai régióhoz tartozik.
Baranya vármegye
Baranya vármegye legfőbb látnivalóját Pécs városa jelenti mediterrán hangulatú utcáival, a világörökség részét képező ókeresztény sírkamráival, középkori és török kori emlékeivel, valamint különleges múzeumaival (Victor Vasarely Múzeum, Csontváry Múzeum, Zsolnay Múzeum). A megye látványos történelmi emléke még a mohács történelmi emlékhely, Szigetvár történelmi központja és a szigetvári vár, a siklósi vár, a pécsváradi vár és a magyaregregyi Márévár. A vármegye számos védett természeti értéket rejt (abaligeti cseppkőbarlang, szársomlyói természetvédelmi terület a villányi kőbánya őslénybemutatója). A Kelet-Mecsek erdői között megbújó aprófalvak a múltat idéző érintetlen faluképet mutatnak (Kisújbánya, Óbánya, Püspökszentlászló). Kedvelt üdülőhelyek a vármegye tavai közül az Abaligeti-tó, az orfűi tavak és a pécsváradi Dombay-tó. A gyógyturizmus központjai a harkányi, sikondai és szigetvári gyógyfürdők. A vármegye legjelentősebb kulturális eseménye a mohácsi busójárás, melyen a hagyományos maszkás busók felvonulása, közönség szórakoztatása mellett láthatóak a helyi sokác (horvát) közösség szokásai (néptánc, népdal éneklés, tambura zenekarok előadásai) és számos hagyományos ugyanakkor látványos attrakció. A turisztikai programjai között említésre méltóak még az októberben tartott villányi borfesztivál és pécsváradi leányvásár. Az ökoturizmus kedvelőinek érdemes ellátogatniuk Gyűrűfű településre.
Lásd még: Baranya vármegye turisztikai látnivalóinak listája
Somogy vármegye
Somogy fő turisztikai vonzerejét a Balaton déli partjának üdülőtelepülései, Kaposvár, a megyeszékhely látnivalói, a Somogyi-dombság csendes, gondozott falvaiban gyakorolt falusi vendéglátás, a megyeszerte megtalálható gyógyfürdők jelentik. A természetjárók kedvelt célpontjai a megye nagy kiterjedésű erdői, valamint a Dunántúl egyik legszebb tája, a dél-balatoni borvidék. Különleges élményt kínál a szántódi uradalmi majorság, a kaposmérői Kassai-völgy (ősmagyar jurta és lovasíjász-bemutató), a somogyvámosi Krisna-falu és a vármegye három kisvasútja (mesztegnyői erdei vasút, a kaszói kisvasút, Balatonfenyvesi Gazdasági Vasút). A megye múzeumai közül megemlíthető például a kaposvári Rippl-Rónai Múzeum, a Szennai Szabadtéri Néprajzi Gyűjtemény, a niklai Berzsenyi-kúria vagy a göllei Fekete István Emlékház.
Lásd még: Somogy vármegye turisztikai látnivalóinak listája
Tolna vármegye
Turisztikai szempontból a fő vonzerőt a Duna, az erdők (Gemenc, Gyulaj), a Sárköz vidékének népművészete és a Szekszárdi-dombság történelmi borvidéke jelentik. Sok érdeklődőt vonzanak a szüreti népszokásokat bemutató Szekszárdi Szüreti Fesztivál rendezvényei.
Lásd még: Tolna vármegye turisztikai látnivalóinak listája